# Lars Christian Lilleholt
Lars Christian Lilleholt (født 2. marts 1965 i Odense) er en dansk politiker valgt til Folketinget i Fyns Amtskreds for Venstre. Han var midlertidigt folketingsmedlem fra 14. til 31. januar 1997 og igen fra 18. januar til 10. februar 2000 og folketingsmedlem fra 20. november 2001.

## Familiære forhold
Født i Odense som søn af afdelingsleder Chresten Lilleholt og husmoder Birgit Lilleholt. Lars Christians søn, Christoffer Lilleholt, er rådmand i Odense.

## Skolegang og uddannelse
Hunderupskolen 1972-76, Giersings Realskole 1976-81, Tornbjerg Gymnasium 1981-84. Økonomiske og samfundsvidenskabelige studier ved Odense Universitet 1985-88. Danmarks Journalisthøjskole 1989-93.
Journalistpraktikant på Vejle Amts Folkeblad 1990-91, journalist på Vejle Amts Folkeblad 1993-94 og redaktionssekretær på Fyns Amts Avis 1994-95. Informationsmedarbejder i Danske Fjernvarmeværkers Forening 1995 og 1998-2001 informationschef.

## Politisk virke
Medlem af Odense Byråd 1994-2015, formand for Venstres Byrådsgruppe 2006-2015, medlem af børn- og ungeudvalget i Odense Kommune 1994-2002, næstformand i teknik- og miljøudvalget fra 2002, medlem af bestyrelsen for Odense Energi Holding fra 2002, af Fynsværkets bestyrelse og repræsentantskab 1998-2001 og af repræsentantskabet for Naturgas Fyn fra 1994.
Medlem af VU's Landsstyrelse 1983-88 og af VU's forretningsudvalg 1984-88. Næstformand for VU's Landsorganisation 1985-88. Medlem af Venstres Hovedbestyrelse 1985-89.
Partiets kandidat i Odense 2. kreds fra 1993 og i både Odense 2. kreds og Odense 3. kreds fra 1995.
Siden 2007 opstillet og valgt i Middelfartkredsen i Fyns Storkreds.
Lars Christian Lilleholt var Venstres ordfører for energi og klima fra 2006 til 2015.
Han var fra 28. juni 2015 energi-, forsynings- og klimaminister i Regeringen Lars Løkke Rasmussen II og III.

## Hæder
27. april 2012 blev han Ridder af Dannebrog.

## Kontroverser

### Udskiftning af Klimarådets formand
I november 2018 meddelte Lilleholt, at økonomiprofessor Peter Birch Sørensen ikke længere skulle være formand for Klimarådet, efter at hans fire års periode var udløbet, selv om formanden gerne havde taget fire år til. Udskiftningen skete efter en række rapporter fra Klimarådet, der var kritiske over for regeringen. Det blev af en række kommentatorer og eksperter udlagt som en politisk fyring af en vagthund, der burde være uafhængig. Ifølge flere kilder var der bred enighed i akademiske kredse om, at Birch Sørensen var Danmarks dygtigste på sit felt. Ministeren afviste og sagde, at han blot ville have en ny type formand. Peter Birch Sørensen fortalte, at han tidligere havde følt sig udsat for politisk pres fra ministeren. Juraprofessor Michael Götze kaldte sagen betænkelig, mens en række økonomiprofessorer frygtede, at handlingen ville sætte spørgsmålstegn ved Klimarådets uafhængighed. Weekendavisen skrev i en leder, at udskiftningen var skandaløs, og at regeringen havde "halshugget et stærkt og politisk uafhængigt organ", og Berlingske kaldte det en "meget alvorlig sag", og at sagen lugtede af en skandale. Lilleholt skrev i et avisindlæg, at han havde haft nogle kontroverser med Birch Sørensen og Klimarådet, men afviste at have udsat dem for politisk pres. Indlægget fik Peter Birch Sørensen til at reagere med et modindlæg, hvor han tog afstand fra ministerens udlægning, mens juraprofessor Sten Bønsing kaldte ministerens indlæg for "så vildledende, at hvis han havde givet det samme svar til Folketinget, kunne han være kommet på kant med ministeransvarsloven".

### Sygdom
I november 2020 var han hårdt ramt af Coronavirus og 2 gange indlagt på Odense Universitetshospital og udtalte i den forbindelse at folk der påstår at Corona ikke er værre end influenza "Skal holde op med det" .

## Ekstern henvisning
- Lars Christian Lilleholt på Folketingets hjemmeside

|  | Artiklen om politikeren Lars Christian Lilleholt kan blive bedre, hvis der indsættes et (bedre) billede. Du kan hjælpe ved at afsøge Wikimedia Commons for et passende billede eller uploade et godt billede til Wikimedia Commons iht. de tilladte licenser og indsætte det i artiklen. |